# Kirsten Norholt
Kirsten Norholt (* 9. Juni 1953 in Frederiksberg) ist eine dänische Schauspielerin.

## Leben
Kirsten Norholt wuchs in Frederiksberg auf und machte ab ihrem 12. Lebensjahr am Königlichen Theater Kopenhagen eine Ballett-Ausbildung. Ab 1975 absolvierte sie eine Schauspielausbildung. Norholt trat am Odense Teater, im Pantomime-Theater und am Aalborg-Theater. Als Schauspielerin wirkte sie ab den 1960er Jahren in mehr als 30 Film-und-Fernsehproduktionen mit, so auch in Serien wie Die Leute von Korsbaek oder Privatdetektiv Anthonsen und in drei Filmen der Olsenbande-Reihe.
Kirsten Norholt heiratete nach 24-jähriger Partnerschaft am 8. Dezember 2004 den Schauspieler Flemming Sørensen. Mit ihm hat sie die gemeinsame Tochter Mathilde Norholt, welche ebenfalls als Schauspielerin tätig ist.

## Filmografie (Auswahl)
- 1963: Indenfor murene (Fernsehfilm)
- 1968: Das liebste Spiel (Det kære legetøj)
- 1976: Julefrokosten
- 1978: Firmaskovturen
- 1978: Die Olsenbande steigt aufs Dach (Olsen-banden går i krig)
- 1978: Die Leute von Korsbaek (Fernsehserie, 1 Folge)
- 1979: Die Olsenbande ergibt sich nie (Olsen-banden overgiver sig aldrig)
- 1981: Die Olsenbande fliegt über die Planke (Olsen-bandens flugt over plankeværket)
- 1984: Privatdetektiv Anthonsen (Anthonsen, Fernsehserie, 1 Folge)
- 1985: Walter og Carlo – op på fars hat
- 1988: Far på færde (Fernsehserie, 1 Folge)
- 1990: Camping
- 1990: Manden der ville være skyldig
- 1994: Kærlighed ved første desperate blik
- 1994–1995: Landsbyen (Fernsehserie, 8 Folgen)
- 2004: Familien Gregersen
- 2005: Nordkraft
- 2007: Anja og Viktor – Brændende Kærlighed
- 2010: Bølle Bob – Alle tiders helt
- 2014: Krummerne: Alt på spil